# 순천 금둔사지 석조불비상
순천 금둔사지 석조불비상(順天 金芚寺址 石造佛碑像)은 대한민국 전라남도 순천시 낙안면 금둔사지에 있는 고려시대의 비석 모양 석불이다.
높이 3미터, 불상 높이 2.1미터이며 석물 후면에는 코끼리상을 새겨 부처의 잉태 및 탄생과 관계되는 동물을 새겨 다른 석불에서 찾아볼 수 없는 귀중한 작품이다. 양식을 보면 머리 위에 육계가 있고 머리는 소발이며 백호의 소공이 있고 눈은 정면으로 약간 밑을 보고 코와 입술이 곱게 흘러 매우 사실적 수법을 보인 작품이다.
1988년 4월 1일 대한민국의 보물 제946호 금둔사지석불비상(金芚寺址石佛碑像)으로 지정되었다가, 2010년 8월 25일 현재의 명칭으로 변경되었다.

## 개요
전라남도 승주군 낙안면 금전산의 서쪽에 있는 절터에 삼층석탑과 함께 있다.『동국여지승람』에 ‘금전산에 금둔사(金芚寺)가 있다’고 하여 이곳으로 추정하고 있다.
지붕 모양의 보개(寶蓋)와 대좌(臺座)를 갖춘 이 불상은 직사각형의 평평한 돌 한쪽면에 불상을 조각하여 마치 거대한 비석의 형태를 하고 있는 것처럼 보인다. 민머리의 정수리 부분에는 낮은 상투 모양의 머리(육계)가 솟아있고 얼굴은 원만한 형태이다. 신체는 우아하게 굴곡이 있어 부피감이 느껴지며 단아해 보인다. 양 어깨에 걸쳐 입은 옷에는 평행의 옷주름이 형식적으로 새겨져 있다. 양 손은 가슴 위로 올려 양 손의 엄지와 검지의 끝을 맞대어 설법하는 모양을 하고 있다.
불상의 뒷면에 글이 새겨져 있는 것으로 보이나 마멸이 심해서 읽어내기 어려운 상태이다. 뒷면의 윗부분에는 보살상을, 아랫부분에는 코끼리상을 조각하였던 것으로 추정된다. 보개는 탑의 지붕에 해당하는 옥개석과 모습이 비슷하다. 대좌에는 아래로 향한 연꽃잎과 위로 향한 연꽃잎이 새겨져 있다.
다소 엄숙해진 인상, 투박한 옷자락 등의 표현은 9세기 현실적인 사실주의 양식의 특징을 보여주는 귀중한 예라고 할 수 있다.

## 참고 문헌
- 순천 금둔사지 석조불비상 - 국가유산청 국가유산포털
- 이 문서에는 다음커뮤니케이션(현 카카오)에서 GFDL 또는 CC-SA 라이선스로 배포한 글로벌 세계대백과사전의 내용을 기초로 작성된 글이 포함되어 있습니다.